# Imogen Cunningham
Imogen Cunningham (Portland, 12 de abril de 1883 – São Francisco, 24 de junho de 1976) foi uma fotógrafa dos Estados Unidos da América, conhecida pelas suas fotografias de temas botânicos, de nus e de cenas urbanas e industriais.

## Biografia
Cunningham nasceu em Portland (Oregon). Em 1901, aos 18 anos de idade, comprou a sua primeira câmara fotográfica, mas rapidamente perdeu interesse pela fotografia, vendendo essa câmara. Só em 1906, quando estudava na Universidade de Washington em Seattle, foi inspirada por um encontro com o trabalho de Gertrude Kasebier. Com ajuda do professor de química, Dr. Horace Byers, começou a estudar a química por trás da fotografia, financiando as aulas com fotografias de plantas para o departamento de botânica.
Depois de completar o curso em 1907 foi trabalhar com Edward S. Curtis no seu estúdio de Seattle. Isto deu a Cunningham a oportunidade valiosa de aprender a fotografar retratos e o lado prático da arte fotográfica.
Em 1909, Cunningham ganhou uma bolsa de estudo da sua irmandade (Pi Beta Phi) para estudar no estrangeiro e, aconselhada pelo professor de química, foi estudar com o Prof. Robert Luther na Technische Hochshule em Dresden, Alemanha.
Em Dresden concentrou-se nos estudos e não tirou muitas fotografias. Em Maio de 1910 termina a escrita do artigo "About the Direct Development of Platinum Paper for Brown Tones", descrevendo o processo de aumentar a velocidade de impressão, a claridade dos tons e produção de tons sépia. Regressando a Seattle conheceu Alvin Langdon Coburn em Londres e Alfred Stieglitz e Gertrude Kasebier em Nova Iorque.

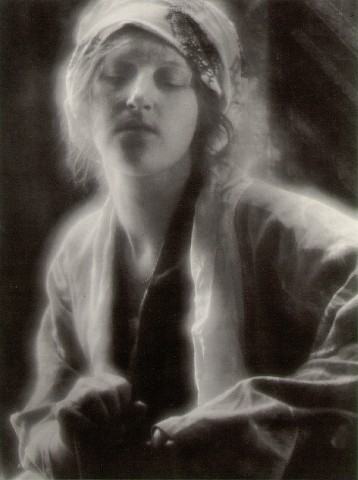
Imogen Cunningham, Dream, 1910

De volta a Seattle abriu o seu próprio estúdio e recebeu grande aprovação pelo trabalho de retratos e pictórico. A maior parte do trabalho de estúdio nessa época consistia em fotografias da sua sala, ou dos bosques em redor da sua propriedade campestre. Exibiu fotografias na Brooklyn Academy of Arts and Sciences em 1913.
Em 1914 os retratos de Cunningham foram mostrados na "International Exhibition of Pictorial Photography" em Nova Iorque e um portfólio da sua obra foi publicada no Wilson's Photographic Magazine.
Casou no ano seguinte com Roi Partridge, artista. Ele posou para uma série de fotografias de nus, que foram mostradas na Seattle Fine Arts Society. Embora aclamadas pela crítica, o público não aprovou essas ousadas imagens e Cunningham só revisitaria o tema passados 55 anos.
Entre 1915 e 1920 Cunningham continuou o seu trabalho e teve três filhos (Gryffyd, Rondal, e Padraic) com Roi. Em 1920 mudou-se de Seattle para San Francisco onde Roi ensinava no Mills College.
Em San Francisco, Cunningham refinou o seu estilo, tomando um novo interesse nos padrões e nos pormenores com o estudo das texturas, árvores, listas, etc., aumentando também a quantidade de trabalhos de fotografia botânica, especialmente flores, e entre 1923 e 1925 fez um estudo aprofundado das flores de magnólia. Mais tarde interessar-se-ia pelas paisagens industriais de Los Angeles e Oakland.

Em 1929 Edward Weston nomeou 10 das fotos de Cunningham (8 botânicas, 1 industrial e 1 nu) para incluir na exposição "Film und Foto" em Stuttgart. Cunningham mudou mais uma vez o seu interesse para a forma humana, em particular as mãos, especialmente as mãos de músicos e outros artistas. Esse interesse conduziu ao seu emprego na Vanity Fair, fotografando estrelas sem maquilhagem e em ambientes intimistas. Em 1932, Cunningham foi uma das fundadoras do Grupo f/64, que queria "definir a fotografia como forma de arte por uma simples e directa apresentação por métodos puramente fotográficos".
Em 1934 Cunningham foi convidada para trabalho em Nova Iorque na Vanity Fair. O seu marido quis que esperasse até que pudessem viajar juntos, mas ela recusou e mais tarde estariam divorciados. Continuou a trabalhar com a Vanity Fair até que esta deixou de ser publicada em 1936.
Na década de 1940 Cunningham interessou-se pelo documentário e fotografia de rua como projecto pessoal enquanto vivia do trabalho comercial e fotografia de estúdio. Em 1945, Cunningham foi convidada por Ansel Adams para leccionar na faculdade, no departamento de arte fotográfica da California School of Fine Arts (CSFA). Dorothea Lange e Minor White também se lhe juntaram como colegas.
Cunningham continuou a fotografar até pouco antes do seu falecimento aos 93 anos em 24 de Junho de 1976 em San Francisco, Califórnia.

## Obras e publicações

### Livros
Cronológico por data de publicação
- Cunningham, Imogen. Modern Processes of Photography. Thesis, Universidade de Washington, 1907. OCLC 12295089
- Cunningham, Imogen. "After Ninety." Seattle and London: University of Washington Press, 1977. ISBN 0-295-95559-7, and 0-295-95673-9(pbk.)
- Cunningham, Imogen, e Richard Lorenz. Imogen Cunningham: Portraiture. Boston: Little, Brown and Co, 1997. ISBN 978-0-821-22437-3 OCLC 38157997
- Cunningham, Imogen, e Richard Lorenz. Imogen Cunningham: On the Body. Boston: Bullfinch Press, 1998. ISBN 978-0-821-22438-0 OCLC 40220514
- Cunningham, Imogen, Richard Lorenz, e Manfred Heiting. Imogen Cunningham, 1883–1976. Köln: Taschen, 2001. ISBN 978-3-822-87182-9 OCLC 47892628
- Cunningham, Imogen, and Richard Lorenz. Imogen Cunningham: Flora. 2001. ISBN 978-0-821-22731-2 OCLC 47784515
- Cunningham, Imogen, Meg Partridge, John Wood, Elizabeth Partridge, Rondal Partridge, John Marcy, Pam Clark, and Crissy Welzen. Imogen Cunningham: Platinum and Palladium. South Dennis, Mass.: 21st Editions, Steven Albahari, 2012. OCLC 855783549[2]
- Cunningham, Imogen, William Morris, John Wood, Pam Clark, Crissy Welzen, Sam Klimek, Arthur Larson, Sarah Creighton, and Steven Albahari. Imogen Cunningham: Symbolist ; with Poetry and Prose by William Morris. South Dennis, Mass.: 21st Editions, Steven Albahari, 2013. OCLC 868338137[3]

### Catálogos de exposições
Cronológica por data de exibição
- Cunningham, Imogen. Imogen Cunningham: Photographs 1921–1967. Stanford, Calif.: Leland Stanford Junior University, 1967. OCLC 2944896
  - Exposição realizada de 31 de março a 23 de abril de 1967, Stanford Art Gallery, Leland Stanford Junior University.
- Massar, Phyllis Dearborn, e Imogen Cunningham. Photographs by Imogen Cunningham. New York, N.Y.: Metropolitan Museum of Art, 1973. OCLC 23797397
  - Catálogo de uma exposição realizada na sacada do Blumenthal Patio, Metropolitan Museum of Art, Nova York, 24 de abril a 2 de julho de 1973.
- Cunningham, Imogen, e Margery Mann. Imogen!: Imogen Cunningham Photographs, 1910–1973. 1974. ISBN 978-0-295-95332-8 OCLC 828338
  - Publicado em conexão com uma exposição exibida na Henry Art Gallery, Universidade de Washington, de 23 de março a 21 de abril de 1974
- Cunningham, Imogen, e Richard Lorenz. Imogen Cunningham: Frontiers : Photographs 1906–1976. Berkeley, Calif: The Trust, 1978. OCLC 20410345
  - Uma exposição organizada pelo Imogen Cunningham Trust em 1978; ensaio de Richard Lorenz.
- Cunningham, Imogen. The Photography of Imogen Cunningham: A Centennial Selection. Nova York, N.Y.: The Museum, 1985. OCLC 84612868
  - Comemoração do centenário no Whitney Museum of American Art em Philip Morris, 13 de dezembro de 1985 a 30 de janeiro de 1986.
- Cunningham, Imogen, e Richard Lorenz. Imogen Cunningham: MEJE fotografieje 1906–1976. Ljubljana: Moderna Galerija, 1987. OCLC 123406725
  - Exposição "Imogen Cunningham" realizada na Moderna Galerija, Ljubljana, de 10 a 31 de março de 1987. Em esloveno.
- Cunningham, Imogen, e Richard Lorenz. Imogen Cunningham: frontiers: fotografie 1906–1976. Roma: U.S.I.S., 1987. OCLC 35835030
  - Exposição realizada em Villa Croce, Gênova, de 28 de outubro a 22 de novembro de 1987.
- Cunningham, Imogen, e Richard Lorenz. Imogen Cunningham: fronteras, fotografías, 1906–1976. [Madri]: [Círculo de Bellas Artes], 1988. OCLC 45036528
  - Círculo de Belas Artes, Madri, 26 de janeiro a 28 de fevereiro de 1988. Exposição organizada por Imogen Cunningham Trust, Berkeley, Califórnia, Círculo de Belas Artes, Embaixada dos Estados Unidos; ensaio de R. Lorenz.
- Heyman, Therese Thau, Mary Street Alinder, and Naomi Rosenblum. Seeing Straight: The F.64 Revolution in Photography. Oakland, Calif: Oakland Museum, 1992. ISBN 978-0-295-97219-0 OCLC 26907957
  - Publicado para coincidir com uma grande exposição itinerante, organizada pelo Oakland Museum em 1992, que recria a exposição original de 1932 do Group f.64.
- Cunningham, Imogen. Imogen Cunningham: die Poesie der Form. Schaffhausen: Edition Stemmle, 1993. ISBN 978-3-905-51407-0 OCLC 29687447
  - Catálogo de uma exposição realizada de 28 de agosto a 3 de outubro de 1993 no Fotografie Forum Frankfurt. alemão e inglês.
- San Francisco Camerawork e Alliance français de São Francisco. Imogen Cunningham: Paris in the Sixties = Imogen Cunningham: Paris Dans Les Années Soixante. São Francisco: Alliance français de São Francisco, 1993. OCLC 80832977
  - Catálogo de uma exposição itinerante realizada em São Francisco, de 14 de outubro a 10 de novembro de 1993, organizada por San Francisco Camerawork e Alliance français de San Francisco. Inglês e francês. Locais nos Estados Unidos: Denver, Atlanta e Boston; locais na França: Arles, Paris.
- Cunningham, Imogen, e Richard Lorenz. Imogen Cunningham: A Retrospective Exhibition, September 15 – November 4, 1995, Howard Greenberg Gallery. Nova York (120 Wooster St. 10012): Howard Greenberg Gallery, 1995. OCLC 60806856
  - Exposição realizada de 15 de setembro a 4 de novembro de 1995. Organizada por Richard Lorenz em associação com o Imogen Cunningham Trust.
- Cunningham, Imogen. Imogen Cunningham: Vintage Photographs 1910–1973. Nova York: John Stevenson Gallery, 2006. OCLC 74329609
  - Catálogo da exposição: setembro de 2006. Inclui CD-ROM.
- Cunningham, Imogen. Imogen Cunningham. Santa Barbara CA: East West Gallery, 2007. OCLC 417028856
  - Catálogo de uma exposição intitulada "Paired: Imogen Cunningham and Rondal Partridge, apresentando obras de Horace Bristol", realizada na East West Gallery, Santa Bárbara, de 5 de outubro de 2007 a 5 de janeiro de 2008.
- Cunningham, Imogen, e Mónica Fuentes Santos. Imogen Cunningham. 2012. ISBN 978-1-938-92206-0 OCLC 827930432
  - Publicado em conjunto com uma exposição realizada na Fundación MAPFRE, Madri, Espanha, de setembro de 2012 a janeiro de 2013, e Kulturhuset, Estocolmo, de maio a setembro de 2013
- Martineau, Paul. Imogen Cunningham: A Retrospective. 2020. ISBN 978-1-60606-675-1
  - Publicado para acompanhar uma exposição realizada no J. Paul Getty Museum, Los Angeles, CA, de março a junho de 2022, e no Seattle Art Museum, de novembro de 2021 a fevereiro de 2022.

### Filmes, vídeos
- Padula, Fred. Two Photographers: Wynn Bullock and Imogen Cunningham. Fred Padula, 1967. OCLC 22168652
- Korty, John. Imogen Cunningham, Photographer. John Korty, 1972. OCLC 5550648
- Cunningham, Imogen, Ann Hershey, and Shera Thompson. Never give up—Imogen Cunningham. New Brunswick, NJ: Phoenix/BFA Films & Video, 1975. OCLC 13289877
  - Apresenta uma entrevista e um estudo autobiográfico de Imogen Cunningham e seu trabalho fotográfico de mais de 70 anos.
- Cunningham, Imogen. Imogen Cunningham at 93. Nova York: Carousel Films, 1976. Producer, CBS News. OCLC 41486099
- Cunningham, Imogen, and Meg Partridge. Portrait of Imogen. Valley Ford, CA: Distribuído por Pacific Pictures, 1987. OCLC 24305007
  - A fotógrafa Imogen Cunningham apresenta mais de 250 de suas próprias fotografias por meio de entrevistas informais gravadas quando ela tinha quase oitenta anos.